# Ainbcellach mac Ferchair
Ainbcellach mac Ferchair (fl. VII secolo) regnò sui Cenél Loairn di Dál Riata, e forse su tutta la Dál Riata, dal 697 al 698, quando fu deposto e scacciato in Irlanda. Era figlio di Ferchar Fota.

## Biografia
Nei Duan Albanach viene chiamato con l'epiteto di Il Buono. Non si sa quanto tempo rimase in esilio. Ci sono attestazioni che combatté in Dál Riata agli inizi dell'VIII secolo. Potrebbe essersi trattato di un conflitto tra Ainbcellach e il fratello Selbach mac Ferchair, o tra i Cenél Loairn e i Cenél nGabráin per il controllo della Dál Riata. Ainbcellach era comunque tornato nel settembre del 719, quando fu ucciso combattendo contro Selbach a Finnglen (luogo forse nei pressi di Loch Fyne). Suo figlio Muiredach diverrà in seguito re dei Cenél Loairn. In seguito i re di Moray fecero risalire la loro discendenza a Ainbcellach.